# Свильча (остановочный пункт)
Свильча (пол. Świlcza) — остановочный пункт железной дороги (платформа) в селе Свильча в гмине Свильча, в Подкарпатском воеводстве Польши. Имеет 2 платформы и 2 пути.
Пассажирский остановочный пункт на ведущей к польско-украинской границе железнодорожной линии Краков-Главный — Медыка.